# أديلين أميس
أديلين أميس (بالإنجليزية: Adeline Ames)‏ هي عالمة نبات أمريكية، ولدت في 1879 في هينديرسون في الولايات المتحدة، وتوفيت في 1976 في لونغ بيتش في الولايات المتحدة.